# 2가염색체

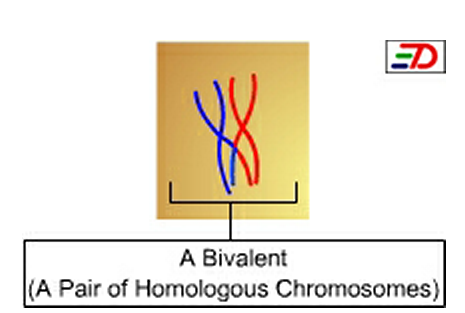

2가염색체(bivalent chromosome)는 4분 염색체(tetrad) 내의 한 쌍의 염색체이다. 4분 염색체는 적어도 하나의 DNA 교차에 의해 물리적으로 함께 지탱되고 있는 한 쌍의 상동 염색체의 연결이다.